# Bataille de Baru
Guerre de Succession d'Espagne
Batailles
Campagnes de Flandre et du Rhin
- Landau (1702)
- Friedlingen (1702)
- Kehl (1703)
- Ekeren (1703)
- Höchstädt (1703)
- Spire (1703)
- Schellenberg (Donauworth) (1704)
- Blenheim (1704)
- Landau (1704)
- Vieux-Brisach (1704)
- Eliksem (1705)
- Ramillies (1706)
- Stollhofen (1707)
- Cap Béveziers (1707)
- Cap Lizard (1707)
- Audenarde (1708)
- Wynendaele (1708)
- Lille (1708)
- Gand (1708)
- Malplaquet (1709)
- Douai (1710)
- Bouchain (1711)
- Denain (1712)
- Bouchain (1712)
- Douai (1712)
- Landau (1713)
- Fribourg (1713)

Campagnes d'Italie
- Carpi (1701)
- Chiari (1701)
- Crémone (1702)
- Luzzara (1702)
- Verceil (1704)
- Cassano (1705)
- Nice (1705-1706)
- Calcinato (1706)
- Turin (1706)
- Castiglione (1706)
- Toulon (1707)
- Gaeta (1707)
- Cesana (1708)
- Syracuse (1710)

Campagnes d'Espagne et de Portugal
- Cadix (1702)
- Vigo (navale 1702)
- Cap de la Roque (1703)
- Gibraltar (août 1704)
- Ceuta (1704) (es)
- Málaga (1704)
- Gibraltar (1704-1705)
- Marbella (1705)
- Montjuïc (1705)
- Barcelone (1705)
- Badajoz (1705)
- Barcelone (1706)
- Murcie (1706) (es)
- El Albujón (1706) (es)
- Santa Cruz de Ténérife (1706) (en)
- Almansa (1707)
- Xàtiva (1707)
- Ciudad Rodrigo (1707) (en)
- Lérida (1707)
- Tortosa (1708)
- Minorque (1708)
- Gudiña (1709)
- Almenar (1710)
- Saragosse (1710)
- Brihuega (1710)
- Villaviciosa (1710)
- Barcelone (1713-1714)

Campagnes de Hongrie
- Saint-Gotthard (1703) (en)
- Biskupice (1704) (en)
- Smolenice (1704) (en)
- Koroncó (1704) (en)
- Zsibó (1705) (en)
- Saint-Gotthard (1705) (en)
- Trenčín (1708) (en)

Antilles et Amérique du sud
- Santa Marta (1702)
- Guadeloupe (1703)
- Nassau (1703)
- Colonia del Sacramento (1704)
- Carthagène (1708)
- Rio (1710)
- Carthagène (1711)
- Rio (1711)
- Cassard (1712)

La bataille navale de Baru eut lieu le 7 juin 1708 entre la flotte de l'or espagnole et une escadre anglaise dans la péninsule de Baru, près de Carthagène des Indes, en Colombie.

## La bataille
Elle se déroule au large de Carthagène des Indes. La flotte espagnole est à l'ancre et se concentre pour partir vers l'ouest et rejoindre la protection et la flotte de du Casse.

### Forces en présence
- Espagnols, 14 bateaux parmi lesquels:
  - le San José (64 canons, navire amiral) du capitaine Santillán,
  - le San Joaquín (64 canons, contre-amiral) du capitaine Villanueva,
  - le Santa Cruz (44 canons, vice-amiral) du capitaine de la Rosa.
- Royal navy :
  - Expedition (70 canons) du capitaine Henry Long,
  - Kingston (60 canons), du capitaine Simon (Timothy) Bridges,
  - Portland (50 canons), du capitaine Edward Windsor,
  - Vulture (8 canons), du capitaine Caesar Brooks.

### Document
Avis envoyé de Port Royal le 29 juin 1708: 

« Le Sieur Thomas Newton Capitaine d'un Vaisseau nommé La Marthe de Londres arriva le 20 de ce mois dans ce Havre venant de la Côte de Porto Bello. Il nous apprit que le 14, il avait rencontré entre les Iles de Brew & des Amis, le Kingston, le Portland & un Brûlot par lesquels il avait appris que le 8, le Chef d'Escadre Wager montant le Vaisseau l'Expédition & accompagné du Kingston & du Portland avait rencontré entre lesdites Iles, les Galions d'Espagne & quelques autres Bâtiments au nombre de 14 voiles. Le Chef d'Escadre Wager engagea d'abord l'Amiral des Galions qui s'étant battu pendant quelques heures sauta en l'air, après quoi il s'attacha au Contre Amiral dont il s'empara après 3 heures de Combat, ayant perdu 14 hommes et le Galion, 90. Le Kingston engagea le Vice-Amiral qui se retira entre des Rochers où il n'osa le suivre de sorte que ce Galion se sauva à Carthagène. Le lendemain matin notre Amiral aperçût un autre Galion à qui il donna la chasse & le fit échouer & les Espagnols l'abandonnèrent après avoir mis le feu à la Poupe. Le Capitaine Tuder qui commande le Dauphin arrive présentement des Côtes d'Espagne il rapporte qu'il ne s'est sauvé que 17 hommes des 7 à 800 qu'il y avait à bord de l'Amiral Espagnol qui a sauté en l'air. Il ajouta que l'Amiral Wager radoubait le Galion qu'il avait pris de même que son Vaisseau & qu'il avait dessein de revenir ensuite à Port Royal avec son butin qu'on fait monter à 14 ou 15 millions de Piastres: que les deux autres Vaisseaux de guerre croisaient à la hauteur de Carthagène & tâchaient de retirer quelque chose du Galion qui avait échoué. On croit que lorsque le Sieur du Casse apprendra cette nouvelle il retournera en France. On a pris toutes les mesures nécessaires pour empêcher que les Vaisseaux qui font dans Cartagène ne joignent ledit Sieur du Casse. Pour cet effet on a ordonné à tous les Armateurs de la Jamaïque de croiser à la hauteur de ce Port & de la Havane. Suivant l’aveu des prisonniers, il y avait sur les 3 Galions qui ont été pris ou détruits des sommes immenses en Piastres ou en Lingots(...) En attendant on a envoyé à la Jamaïque ordre de faire passer en Angleterre autant de Lingots d'argent qu il sera possible des Galions qui ont été pris pour les convertir en Espèces. »

## Bilan
Le vaisseau qui a explosé est le San José. Le Santa Cruz est capturé avec sa cargaison. Le San Joaquin s'échappe et rejoint Carthagène des Indes sans encombre. Un quatrième navire échoue et est incendié par son équipage. Seuls 17 hommes des 7 à 800 membres d'équipage qu'emportait le San Jose survivent.

## Découvertes archéologique
L'épave du San José, qui a explosé lors de la bataille, a été dite découverte en décembre 2015 par les autorités colombiennes.

## Sources et bibliographie
- Michel Vergé-Franceschi (dir.), Dictionnaire d'Histoire maritime, éditions Robert Laffont, coll. « Bouquins », 2002, 1508 p. (ISBN 2-221-08751-8 et 2-221-09744-0)
- Lucien Bély (dir.), Dictionnaire Louis XIV, Paris, éditions Robert Laffont, coll. « Bouquins », 2015, 1405 p. (ISBN 978-2-221-12482-6)
- Guy Le Moing, Les 600 plus grandes batailles navales de l'Histoire, Rennes, Marines Éditions, 2011, 619 p. (ISBN 978-2-35743-077-8)